# Les héritiers (film 1960)
Les héritiers è un film del 1960 diretto da Jean Laviron.

## Trama
Omar Porassis, è un famoso multimilionario. Alla sua morte, i due truffatori Gaétan e Chantal che sono rispettivamente fratello e sorella che si odiano a vicenda, usando ogni stratagemma per cercare di appropriarsi del suo patrimonio favoloso. I due figli naturali del defunto, Marc e Roger, sono manipolati da Gaétan e Chantal per farli rinunciare ai loro diritti.